# Luxembourg aux Jeux olympiques d'hiver de 2006
Le Luxembourg participe aux Jeux olympiques d'hiver de 2006 à Turin en Italie, qui se déroulent du 10 au 26 février 2006. Il s'agit de sa septième participation à des Jeux d'hiver. La délégation luxembourgeoise est représentée par une seule athlète en patinage artistique, Fleur Maxwell, également porte-drapeau du pays lors des cérémonies d'ouverture et de clôture de ces Jeux.
Le Luxembourg fait partie des pays qui ne remportent pas de médaille au cours de ces Jeux olympiques. La seule sportive engagée ne se classe pas dans les dix premiers de sa discipline, terminant 24e à l'épreuve individuelle femme.

## Médailles
|            | Médaille d'or | Médaille d'argent | Médaille de bronze | Total |
| ---------- | ------------- | ----------------- | ------------------ | ----- |
| Luxembourg | 0             | 0                 | 0                  | 0     |

## Épreuves de patinage artistique

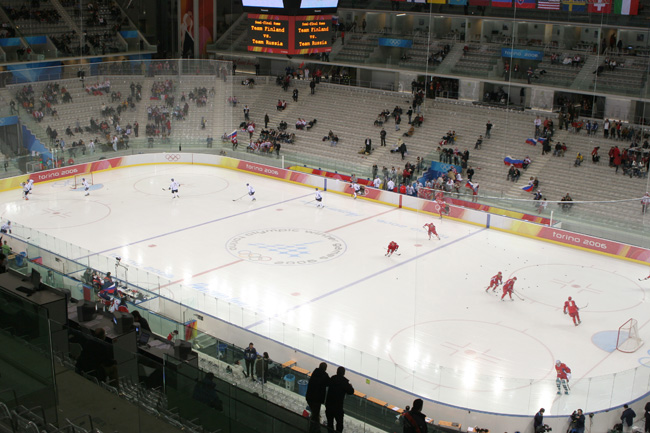
La patinoire olympique de Turin.

### Résultats
Femmes
| Athlète       | Épreuve            | Manche 1      | Manche 2      | Total         | Rang |
| ------------- | ------------------ | ------------- | ------------- | ------------- | ---- |
| Fleur Maxwell | Individuelle femme | 1 min 01 s 14 | 1 min 01 s 25 | 2 min 02 s 39 | 51e  |